# James and the Giant Peach
James and the Giant Peach, conocida en castellano bajo los títulos James y el melocotón gigante y James y el durazno gigante, es una novela para niños del escritor británico Roald Dahl, publicada por primera vez en 1961 en la editorial Alfred A. Knopf, Inc. Sería adaptada en animación Stop-Motion en 1996 por Henry Selick.

## Argumento
James Henry Trotter es un niño que vive feliz con sus padres en una casa junto al mar. Desafortunadamente, cuando tiene cuatro años, un rinoceronte extrañamente carnívoro se escapa del zoológico de Londres y se come a los padres de James mientras están de compras en la capital. Termina viviendo con sus dos tías crueles, Spiker y Sponge que en lugar de preocuparse por él, lo abusan física y verbalmente, lo aíslan en su destartalada casa y jardín en lo alto de una colina, le imponen castigos sádicos por las infracciones más pequeñas, obligándolo a dormir sobre el suelo desnudo en una habitación que parece una celda de prisión y a hacer tareas pesadas la mayor parte del tiempo que no se molestan en hacer ellas mismas (tampoco lo llaman por su nombre real, sino insultos como "bestia asquerosa" o "criatura miserable").
Un día, después de que James haya estado viviendo con sus tías durante tres años, conoce a un hombre misterioso que le entrega una bolsa de cristales mágicos y le indica que los use en una poción que cambiaría su vida para mejor. Mientras regresa a casa, James tropieza y derrama la bolsa en el suelo, haciendo que los cristales se sumerjan bajo tierra. Un melocotonero estéril cercano, a su vez, produce un solo melocotón que pronto crece hasta alcanzar el tamaño de una casa. Spiker y Sponge construyen una valla a su alrededor y ganan dinero vendiendo entradas a los turistas; James está encerrado en la casa y solo puede ver el melocotón y la multitud a través de los barrotes de la ventana de su dormitorio.
Después de que los turistas se han ido, a James se le asigna la tarea de limpiar la basura alrededor del melocotón y encuentra un agujero en su interior. Se arrastra a través de un túnel y se encuentra en una habitación, en el hueso de melocotón agrandado. Allí conoce a un grupo de criaturas: Ciempiés, Araña, Saltamontes, Lombriz, Mariquita, Luciérnaga y Gusano de seda, quienes se convierten en sus amigos.
Al día siguiente, Ciempiés corta el tallo del melocotón, lo que hace que se mueva, aplaste a las tías de James y llegue hasta el mar, donde acaba flotando rodeado de tiburones voraces. James usa a Araña y Gusano de seda para hacer hilos, mientras que lombriz actúa como cebo y atrae 501 gaviotas a las que atan los hilos en sus cuellos para que eleven el melocotón por encima de las nubes. El melocotón se encuentra con los Hombres Nube, que son retratados como responsables de fenómenos meteorológicos como granizadas y arcoíris; Ciempiés se burla de los Hombres Nube, quienes arrojan cosas al grupo hasta que se aclaran.
Más tarde, James se da cuenta de que el grupo ha llegado a la ciudad de Nueva York. El ala de un avión que pasa corta las cuerdas por lo que el melocotón cae y aterriza en la aguja del Empire State Building. Al principio se confunde con una bomba, lo que provoca la llegada de la policía y los bomberos. Para calmar a la multitud, James cuenta su historia y se hace amigo de muchos niños en Nueva York; se comen el melocotón y James y sus amigos consiguen sus propios trabajos, residiendo ahora en Central Park, en el hueso del melocotón.

## Personajes
- James: James Henry Trotter es un niño huérfano que queda bajo la custodia de sus malvadas y crueles tías Sponge y Spiker; habiendo conseguido escapar de ellas, se mete en un melocotón y junto a una peculiar tripulación vive aventuras hasta llegar a Nueva York.

- Saltamontes: De color verde, muy anciano y sabio, es un Saltamontes "Cuernicorto", por lo que con una de sus patas y una de sus alas puede imitar que interpreta un violín. Vivía en el jardín de las terribles tías de James hasta tocar una piedrecita.

- Mariquita: De alas rojas con nueve manchas negras, es muy dulce y cariñosa. Vivía en el jardín de las terribles tías de James hasta tocar una piedrecita.

- Lombriz: Es ciego, normalmente es feliz cuando está preocupado, quiere que las cosas terminen en desastre y vive peleado con el Ciempiés. Vivía en el jardín de las terribles tías de James hasta tocar una piedrecita.

- Ciempiés: Tiene 21 pares de patas, pero insiste en que tiene 100 patas, dado su nombre. En las escenas del libro se pone y se quita los zapatos constantemente; vive peleado con Lombriz, y tiene habilidades para improvisar canciones. Vivía en el jardín de las terribles tías de James hasta comerse tres piedrecitas.

- Araña: Es una araña hembra que tiene una habilidad especial con la tela y es muy servicial y cariñosa. Vivía en el jardín de las terribles tías de James hasta tocar una piedrecita.

- Luciérnaga: Se le conoce un poco después que a los protagonistas; es el que ilumina el cuarto. Es pasivo y muy tímido y vivía en el jardín de las terribles tías de James hasta tocar una piedrecita.

- Gusano de seda: Aparece en la aventura de los tiburones. Es de piel blanca y tiene una habilidad especial con la seda. Vivía en el jardín de las terribles tías de James hasta tocar una piedrecita.

- Datos: Q1426258